# 荒見崎浦右エ門
荒見崎 浦右エ門（あらみざき うらえもん）は、出羽国出身で伊勢ノ海部屋に所属していた江戸時代の大相撲の第63代大関。出身地は出羽国の中で、現在の山形県酒田市に相当する場所ではないかと言われている。番付上は「奥州」頭書。
安永9年（1780年）春場所(3月)、西大関として大相撲入りしたが、取組には登場せず全休した。次の同年冬場所(10月)は東前頭3枚目まで陥落し、大戸嶋 浦右エ門（おおとしま うらえもん）と改名したものの、取組にはやはり全く出場しないまま、僅か2場所で引退してしまった。

## 主な成績
- 通算成績：0勝0敗16休

| 1780年 | 西大関 0–0–6 | 東前頭3枚目 引退 0–0–10 |
| 各欄の数字は、「勝ち-負け-休場」を示す。 優勝 引退 休場 十両 幕下 三賞：敢=敢闘賞、殊=殊勲賞、技=技能賞 その他：★=金星 番付階級：幕内 - 十両 - 幕下 - 三段目 - 序二段 - 序ノ口 幕内序列：横綱 - 大関 - 関脇 - 小結 - 前頭（「#数字」は各位内の序列） |              |                         |